# Лупаков, Александр Николаевич
Александр Николаевич Лупаков (24 октября 1859, Терская область — 23 августа 1912, Пятигорск) — офицер Отдельного корпуса жандармов, подполковник, помощник начальника Терского жандармского управления, жертва революционного терроризма в Российской империи.

## Биография
Родился в дворянской семье 24 октября 1859 года. По окончании курса наук в Межевом училище при Владикавказской военной прогимназии, 1 сентября 1878 года вступил в службу во 2-е военное Константиновское училище, где за хорошие успехи был произведён в старшие портупей-юнкеры.
8 августа 1880 года, по окончании полного курса наук Константиновского училища, был произведён в прапорщики артиллерии и был назначен в 5-ю резервную артиллерийскую бригаду, расположенную в Таганроге, где и прослужил 24 года.
4 июля 1904 года перешёл на службу в Отдельный корпус жандармов с назначением в качестве адъютанта Нижегородского жандармского управления, где обратил на себя внимание своего начальника, от которого получил хорошую аттестацию.
В конце января 1905 года был переведён на эту же должность в Терское жандармское управление. Во время первой русской революции начальник Лупакова был болен, поэтому фактическим начальником Терского жандармского управления был он. Ему пришлось совмещать должность адъютанта и начальника жандармского управления, за что он и был награждён орденом Святого Станислава 4 степени, а 26 февраля 1906 года был произведён в подполковники. В Тереке им были произведены несколько обысков, в ходе которых были изъяты две подпольные типографии и две бомбы, приготовленные для покушения на жизнь временного генерал-губернатора генерал-лейтенанта А. М. Колюбакина.
13 июня 1907 года, ночью, когда во Владикавказе в 27-й артиллерийской батарее разразился бунт, Лупаков проник в лагерь. Быстро оценив положение дела, он доложил обо всем Колюбакину и настоял на немедленном движении пехоты на соединение с оставшимися верными присяге батареями, вследствие чего бунт был подавлен, за что он был награждён орденом святого Владимира 4-й степени.
В 1907 году кавказский наместник граф И. И. Воронцов-Дашков объявил ему личную благодарность и благодарность в приказе по Терской области. С этой благодарностью он был переведён в Пятигорск на должность помощника начальника Терского областного жандармского управления. В Пятигорск прибыл только в начале сентября 1907 года.
В октябре 1907 года на его жизнь готовилось покушение, но оно было предотвращено, благодаря своевременному аресту некоторых политически неблагонадёжных лиц.
21 августа 1912 года вечером вместе с семьей, супругой, дочерью и сыном, ждал трамвай. Убийца, подойдя со стороны бульвара, почти в упор выстрелил ему в спину. Лупаков быстро вскочил, повернулся лицом в сторону бульвара и произнёс: «Что там?» Убийца произвел второй выстрел и попал ему в живот. Лупаков вынул из кармана револьвер и произвёл в убегавшего убийцу один выстрел, а его сын, офицер, произвёл три выстрела. Но никто из них не попал в убийцу, которому удалось скрыться.
После этого Лупаков сам позвал извозчика, сел на пролётку и приказал отвезти его в хирургическую лечебницу доктора Ржаксинского. В лечебнице профессор Разумовский и доктор Ржаксинский сделали ему операцию, извлекли пулю из сальника, но ранение оказалось смертельным. 23 августа 1912 года в 12:30 в полном сознании Лупаков скончался.